# Liste von Vornamen/F
Diese Unterseite der Liste von Vornamen enthält Vornamen, die mit dem Buchstaben F beginnen.
Männliche Vornamen sind mit dem Symbol ♂ und weibliche Vornamen mit dem Symbol ♀ markiert.

## Fa
Fabia ♀, 
Fabian ♂, 
Fabiano ♂, 
Fabien ♂,
Fabienne ♀,
Fabio ♂,
Fábio ♂,
Fabiola ♀,
Fabius ♂,
Fabrizia ♀, 
Fabrizio ♂, 
Facundo ♂,
Fadil ♂,
Fadila ♀,
Fadime ♀,
Fahrettin ♂,
Fahri ♂, 
Fahriye ♀,
Fahrudin ♂,
Faina ♀, 
Fajkor ♂, 
Fajkore ♀, 
Fajola ♀,
Faket ♀, 
Fakhri ♂,
Faliero ♂, 
Falk ♂,
Falko ♂,
Famke ♀,
Fanchon ♀,
Fannie ♀, 
Fanny ♀,
Fanta ♀,
Fantina ♀, 
Fantino ♂, 
Farhan ♂,
Fariba ♀, 
Farid ♂,
Faris ♂, 
Farkas ♂,
Farooq ♂,
Faruk ♂,
Fatbardh ♂, 
Fatbardha ♀, 
Fathi ♂,
Fati ♂, 
Fatih ♂, 
Fatima ♀, 
Fatime ♀, 
Fatjon ♂, 
Fatjona ♀, 
Fatlinda ♀, 
Fatlum ♂, 
Fatlume ♀, 
Fatma ♀, 
Fatmir ♂, 
Fatmire ♀, 
Fatmirosh ♂, 
Fatmiroshe ♀, 
Faton ♂, 
Fatona ♀, 
Fatos ♂, 
Fatoş ♀, 
Fatose ♀, 
Fatou ♀,
Fatoumata ♀,
Fatush ♂, 
Fatushe ♀, 
Fausta ♀,
Faustas ♂, 
Fausto ♂, 
Fayçal ♂,
Faysal ♂,
Fazıl ♂,

## Fe
Fede ♀, 
Fedele ♂, 
Federica ♀, 
Federico ♂,
Federigo ♂,
Fedora ♀, 
Fedra ♀, 
Fedro ♂, 
Fee ♀,
Fehime ♀, 
Fehmi ♂, 
Feissa ♂,
Feleknas ♀,
Felia ♀,
Felice ♂♀,
Felicia ♀,
Felicita ♀,
Felicitas ♀,
Felicity ♀,
Feliksas ♂, 
Felip ♂,
Felipe ♂,
Felix ♂,
Femke ♀,
Fen ♀, 
Fenja ♀,
Fenna ♀,
Fennedine ♀,
Feo ♀, 
Feodor ♂,
Feodora ♀,
Ferat ♂, 
Ferda ♂♀, 
Ferdag ♀, 
Ferdi ♂,
Ferdinand ♂,
Ferdinando ♂, 
Ferdiye ♀,
Ferdos ♀, 
Ferenc ♂,
Fereshteh ♀, 
Ferguson ♂, 
Ferhan ♂, 
Ferhat ♂,
Ferhunde ♀, 
Feride ♀, 
Feridun ♂, 
Ferit ♂,
Fermin ♂,
Fermín ♂,
Fermo ♂, 
Fern ♀,
Fernán ♂,
Fernand ♂,
Fernanda ♀, 
Fernande ♀,
Fernando ♂, 
Ferran ♂,
Ferrante ♂, 
Ferris ♂,
Ferruccio ♂, 
Ferruh ♂, 
Feryal ♀, 
Ferzan ♀, 
Festar ♂, 
Festare ♀, 
Festim ♂, 
Festime ♀, 
Fethi ♂,
Fethiye ♀,
Fethullah ♂,
Feti ♂♀, 
Fettah ♂, 
Fevzi ♂,
Feyzi ♂, 
Feza ♀, 

## Ff
Ffion ♀, 

## Fi
Fiamma ♀, 
Fiammetta ♀, 
Fidan ♀,
Fidane ♀, 
Fidel ♂,
Fidelio ♂,
Fidelis ♂,
Fidenzio ♂, 
Fiete ♂,
Figen ♀, 
Fikret ♂♀,
Fikrete ♀, 
Fikri ♂,
Filadelfo ♂, 
Filiberto ♂, 
Filip ♂,
Filipe ♂,
Filippo ♂,
Filiz ♀, 
Fillor ♂, 
Filomena ♀, 
Filoreta ♀,
Filotea ♀, 
Finbar ♂, 
Finja ♀,
Finlay ♂,
Finn ♂♀,
Finnian ♂♀,
Fintan ♂,
Fiona ♀,
Fionntan ♂, 
Fioralba ♀, 
Fiorella ♀, 
Fiorello ♂,
Fiorenza ♀,
Fiorenzo ♂,
Fioretta ♀, 
Firat ♂,
Fırat ♂,
Firdevs ♀, 
Firmin ♂,
Firmine ♀,
Firmino ♂, 
Firminus ♂,
Firuze ♀, 
Fiskaja ♀, 
Fisnik ♂, 
Fisnike ♀, 
Fisnikor ♂, 
Fisnikore ♀, 
Fitim ♂, 
Fitime ♀, 
Fitnat ♀, 
Fiton ♂, 
Fitor ♂, 
Fitore ♀, 
Fitz ♂, 
Fitzgerald♂, 

## Fj
Fjalar ♂,
Fjodor ♂,
Fjolla ♀, 

## Fl
Flakim ♂, 
Flakime ♀, 
Flakor ♂, 
Flakore ♀, 
Flakrim ♂, 
Flakrime ♀, 
Flaminia ♀, 
Flaminio ♂, 
Flamur ♂, 
Flamure ♀, 
Flamurtar ♂, 
Flamurtare ♀, 
Flatror ♂, 
Flatrore ♀, 
Flatrosh ♂, 
Flatroshe ♀, 
Flavia ♀, 
Flaviana ♀, 
Flavio ♂,
Flávio ♂,
Flemming ♂,
Fleur ♀,
Fllad ♂, 
Fllada ♀, 
Flladagim ♂, 
Flladagime ♀, 
Flladim ♂, 
Flladime ♀, 
Flladjet ♂, 
Flladjeta ♀, 
Flo ♀♂,
Flojera ♀, 
Flokart ♂, 
Flokarta ♀, 
Flora ♀, 
Floranse ♀, 
Florence ♀, 
Florent ♂, 
Florentin ♂,
Florentina ♀,
Florentine ♀,
Florenz ♂,
Florenza ♀, 
Florestan ♂,
Florian ♂, 
Floriana ♀, 
Floriano ♂, 
Floribert ♂,
Florim ♂, 
Florin ♂, 
Florina ♀, 
Florinda ♀, 
Floris ♂,
Floriza ♀, 
Florjon ♂, 
Floyd ♂, 
Fluduald ♂,
Flurim ♂, 
Flurime ♀, 
Flutur ♀, 
Fluturak ♂, 
Fluturake ♀, 
Fluturesha ♀, 
Fluturim ♂, 
Fluturime ♀, 
Fluturosh ♂, 

## Fo
Folco ♂, 
Folker ♂,
Folkert ♂,
Foltar ♂, 
Foltare ♀, 
Fons ♂,
Forta ♀, 
Fortan ♂, 
Fortana ♀, 
Fortiana ♀, 
Fortuna ♀, 
Fortunata ♀, 
Fortunato ♂, 
Fortunia ♀, 
Fosca ♀, 
Fosco ♂, 
Fotini ♀, 
Fouad ♂,

## Fr
Fran ♂♀, 
Franca ♀,
Frances ♀,
Francesc ♂,
Francesca ♀, 
Francesco ♂, 
Franceska ♀, 
Françeska ♀, 
Francine ♀,
Francis ♂♀,
Francisca ♀, 
Francisco ♂,
Frančišek ♂,
Franciszek ♂,
Franck ♂,
Francka ♀,
Franco ♂,
François ♂,
Françoise ♀,
Franjo ♂,
Frank ♂,
Fränk ♂,
Franka ♀,
Franklin ♂,
František ♂,
Frantz ♂, 
Franz ♂,
Franz Xaver ♂,
Franziska ♀,
Franziskus ♂,
Frauke ♀,
Fred ♂,
Freda ♀,
Freddie ♂,
Freddy ♂♀,
Fredegunde ♀,
Frédéric ♂,
Frederick ♂,
Frederico ♂,
Frederikke ♀, 
Frédérique ♀,
Frediana ♀, 
Frediano ♂, 
Fredrik ♂, 
Freia ♀,
Freimut ♂,
Freimuth ♂,
Freja ♀,
Frerich ♂,
Frerk ♂, 
Freya ♀,
Frida ♀, 
Fridda ♀,
Frido ♂,
Fridolin ♂,
Friðrik ♂,
Fridtjof ♂,
Frieda ♀,
Friedbert ♂,
Friedel ♂♀,
Friedemann ♂,
Frieder ♂,
Friederich ♂,
Friederike ♀,
Friedhelm ♂,
Friedmar ♂,
Friedrich ♂,
Frigga ♀,
Frigyes ♂,
Frine ♀, 
Fritz ♂,
Fritzi ♀,
Frode ♂,
Frodo ♂,
Frotho ♂,
Frowin ♂,

## Fu
Fuad ♂, 
Fuat ♂, 
Fulgence ♂,
Fulgenzio ♂, 
Fulvia ♀, 
Fulvio ♂, 
Funda ♀,
Fürchtegott ♂,
Furio ♂, 
Furkan ♂, 
Fursa ♂,
Füsun ♀, 